# ستيفن د. هيل
ستيفن د. هيل (بالإنجليزية: Stephen D. Hill)‏ هو قاضي ومحامي أمريكي، ولد في 18 ديسمبر 1950.